# Buhnenwerder (Plauer See)

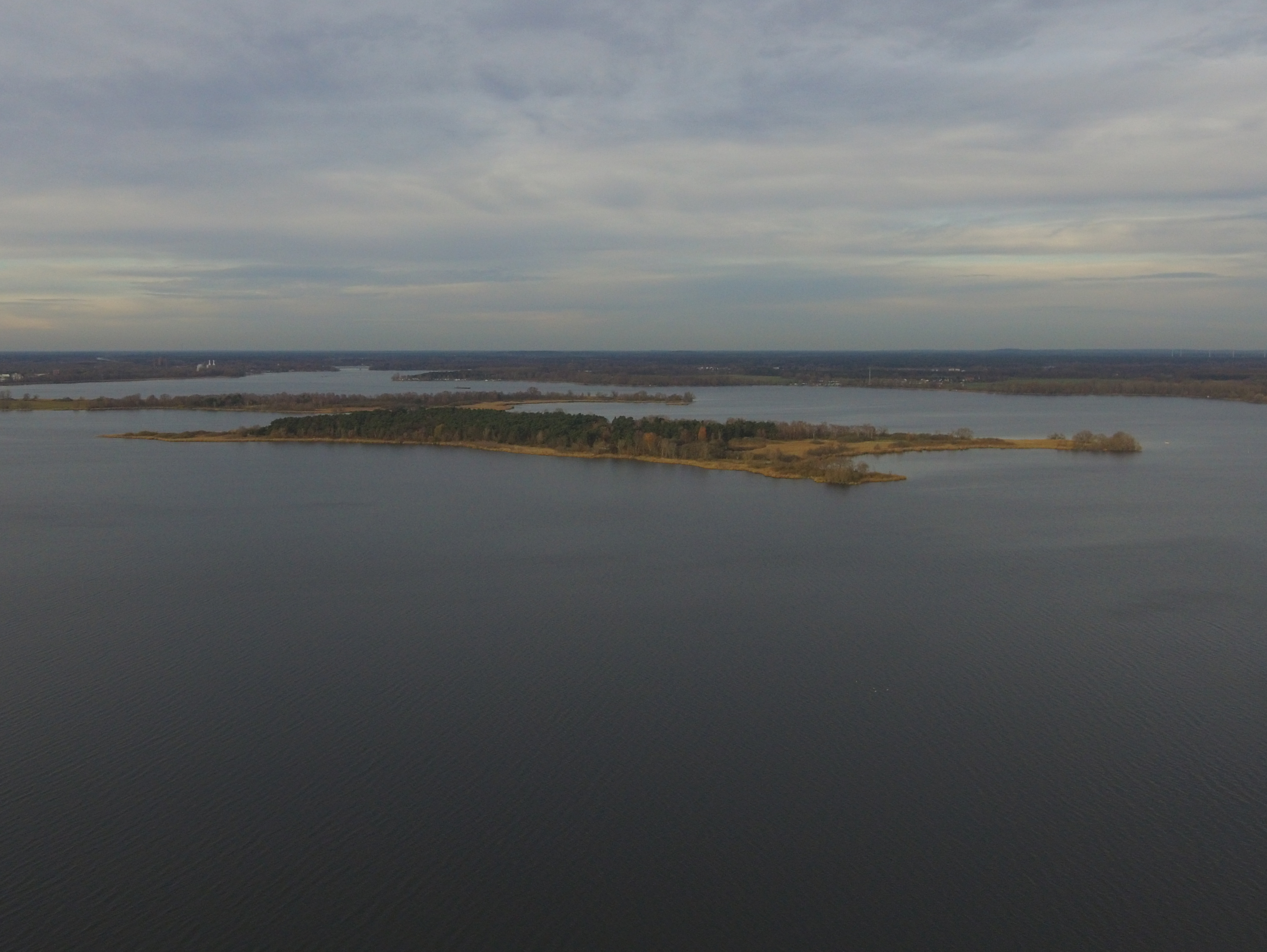
Buhnenwerder von Südosten

Buhnenwerder ist eine Insel im Seengebiet der Brandenburger Havelseen. Sie wird unterschieden von der Möweninsel Buhnenwerder im Beetzsee, die ebenfalls zur Stadt Brandenburg an der Havel gehört. Sie gehört zum 192 Hektar großen Naturschutzgebiet Buhnenwerder-Wusterau.

## Lage

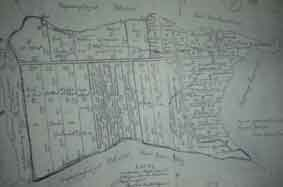
Katasterkarte von Buhnenwerder mit Bearbeitungsvermerk aus dem Jahre 1933

Buhnenwerder ist im Nordwesten umgeben vom Plauer See, von der Süd- bis zur Ostseite vom Breitlingsee und dem Möserschen See im Westen.
Buhnenwerder hat eine Fläche von 32 ha bei einer Länge (größte Nordnordost-Südsüdwest-Ausdehnung) von 1,19 km und einer Breite (größte Nordwest-Südost-Ausdehnung) von 450 m. Dabei gleicht der Grundriss der Insel annähernd einem Rechteck, das auf seine Südsüdwest-Spitze gestellt, an seinen Südsüdwest-, Ost- und Nordostecken mit ausgeprägten Landvorsprüngen versehen ist. Das Gelände steigt zur Mitte der Insel leicht an.

## Entstehung
Buhnenwerder gehört mit den anderen Inseln des Plauer Seengebietes zu den „Resten einer Talsandebene östlich und südlich der Brandenburger Havelseen, die sich am Ende des Pleistozäns beim Abtauen der Gletscher der Weichseleiszeit zum Teil über Toteis ausbildete. Nach dem Austauen des Toteises blieben die zwischen verschiedenen Toteisblöcken liegenden Areale als isolierte Plateaus übrig, die heute die Inseln dieser Seen bilden.“

## Geschichte

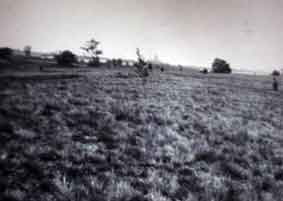
Baumlose Ansicht der Insel aus dem Jahre 1934

Bereits zur Steinzeit wurde Buhnenwerder als Rastplatz, aber wohl eher nicht als dauerhafte Siedlungsstätte, benutzt. Auf der Insel wurde eine retuschierte Feuersteinklinge gefunden.
Fragmente einer aus der späten römischen Kaiserzeit datierenden Schale aus dem 3. bis 4. Jahrhundert nach Christus liegen ebenfalls vor. Doch auch hier kann keine dauerhafte Besiedlung angenommen werden.
In die Zeit der slawischen Besiedlung des Brandenburger Gebietes lassen sich Funde einiger Scherben von der Westhälfte Buhnenwerders datieren.
Im 13. Jahrhundert gingen die Gewässer des Plauer Seengebietes und ihre Inseln in den Besitz der Zisterzienser-Klosters Unserer Lieben Frau am See zu Lehnin über. Das Kloster bewirtschaftete diesen Besitz vorwiegend durch Fischfang. Die Insel Buhnenwerder diente den Fischern des Klosters als zeitweiliger Aufenthaltsort, worauf noch heute ein als „Klosterstelle“ bezeichneter Platz im Westen der Insel verweist.
Im 19. Jahrhundert diente die Insel den Bauern der angrenzenden Gemeinde Kirchmöser, heute ein Ortsteil von Brandenburg an der Havel, als Weidegebiet für Schafe und Ziegen. Dadurch wurde ein natürliches Aufkommen von höherer Vegetation und eine Sukzession verhindert. Die Oberfläche ähnelte einer Steppenlandschaft.
Nach 1920 wurden auf der Insel erste, kleine Hütten gebaut. Betuchtere Grundbesitzer wie Frau von Bornstedt errichteten erste Häuser aus Stein.
Am 25. März 1926 kaufte die Brandenburger Ortsgruppe des Touristenvereines „Die Naturfreunde“ (TVDN), ein der Arbeiterklasse nahestehender Wanderverein des frühen 20. Jahrhunderts mit heutigem Sitz in Wien, für 1150 Reichsmark den Gebrüdern Steinert aus Kirchmöser einen Hektar Land mit Hütte und Kahn auf der Insel ab. Die Naturfreunde begannen an der Steinertschen Hütte mit Erweiterungsbauten, um ihren Mitgliedern ein neues, attraktives Wochenend-Ziel mit Unterkunft zu bieten. Ihr Grundstück bepflanzten sie mit Waldkiefern und Birken. Ein tragisches Unglück überschattete die Aktivitäten des Vereins, als am 22. Mai 1926 ein Kahn mit acht Naturfreunden vor der Insel sank. Zwei Frauen und drei Männer im Alter zwischen 18 und 32 Jahren ertranken. Infolge dieses Unglücks bauten die Naturfreunde ein größeres und wettertüchtiges Boot mit Namen „Nie Verzagt“, das fortan für Über- und Versorgungsfahrten genutzt wurde.
Der Berliner Ingenieur Walther Apel, der 1928 die Hälfte der Insel kaufte, bemühte sich intensiv um eine Bepflanzung der immer noch weitgehend unbewachsenen Insel und schuf zusammen mit dem Gartenbaumeister Jens-Jörg Sörensen aus Marzahne bei Brandenburg an der Havel eine parkähnliche Landschaftsstruktur auf dem dünenartigen Teil seiner Grundstücke. Ein Grundbestand aus Pionierpflanzen wie die aus Nordamerika stammende Roteiche, die spätblühende Traubenkirsche, einheimische Kiefer und Birke wurde gepflanzt, der sich mit den kargen Bodenverhältnissen ausgezeichnet zu arrangieren vermochte. Dieser Bestand wurde durch weitere exotische Gehölze ergänzt: Pechkiefern, Hakenkiefern, Jeffreys Kiefern, Weymouths-Kiefern, Schwarzkiefern, Bankskiefern, Bergkiefern, Sumpfeichen sowie europäische, japanische und sibirische Lärchen. Für die umfangreichen Pflanzarbeiten sowie für den Bau zweier Sommerhäuser beschäftigte Apel Arbeitskräfte aus dem unweit des Havelgemündes gelegenen Dorfes Neuendorf (heute Ortsteil von Brandenburg an der Havel). Für diese waren die Arbeiten in der Zeit der Rezession ein willkommener Gelderwerb.
Die Feuchtwiesen der Insel wurden von den Bauern aus Kirchmöser regelmäßig gemäht.

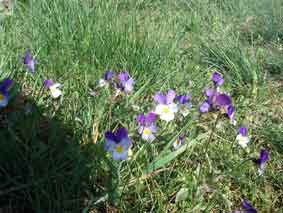
Blumen und Gräser auf der Insel Buhnenwerder

Nach der Machtergreifung der deutschen Nationalsozialisten wurden die Naturfreunde, welche der SPD und der KPD nahestanden, enteignet. Das Eigentum an Grund und Boden, die Schutzhütte und das Boot wurden an den nationalsozialistischen Wassersportverein Kirchmöser für 500 Reichsmark verkauft.
Unmittelbar nach dem Zweiten Weltkrieg internierte die Rote Armee einige von ihr befreite sowjetische Kriegsgefangene, denen pauschal Landesverrat und Feigheit vorgeworfen wurde, unter freiem Himmel auf der Insel Buhnenwerder. Alle Grundstückseigentümer zogen sich von der Insel zurück und nahmen alles Brauchbare mit.
Später nutzte die Kasernierte Volkspolizei der DDR die Insel ungeachtet der fortbestehenden Eigentumsverhältnisse als Übungsgelände. Dabei wurden die Sommerhäuser Buhnenwerders beinahe vollständig zerstört.
Anfang der 1950er Jahre veranstaltete die FDJ auf dem Eiland Sonnenwendfeuer.
Nach einer Übereinkunft mit Walther Apel begann sich die Familie Kurt Weggen aus Brandenburg an der Havel ab 1950 zuerst auf rein privater Basis um die Pflege der Insel zu kümmern. Mit dem Inkrafttreten des 1. Naturschutzgesetzes der DDR im Jahre 1954 gab es auch für Buhnenwerder einen Schutzstatus. Die Insel wurde Teil des Landschaftsschutzgebietes Brandenburger Wald- und Seengebiet, später dann „Geschützter Park“. Ab 1960 gelang es Kurt Weggen, eine Arbeitsgruppe von Naturschutzhelfern für die Pflege der Insel zu bilden. Das Umweltdezernat der Stadt Brandenburg unterstützte die Arbeiten auf der Insel materiell und auch der staatliche Forstwirtschaftsbetrieb half mit Technik, oft arbeitete Oberförster Schulz persönlich. 1980 erfolgte ein Generationswechsel in der Betreuung der Insel. Kurt Weggens Sohn Michael mit seiner neuen Arbeitsgruppe obliegt seitdem die Betreuung der Insel. Seit 1993 arbeitet diese Gruppe als gemeinnütziger Verein „Naturschutz Brandenburg e.V.“

## Das Naturschutzgebiet „Buhnenwerder-Wusterau“

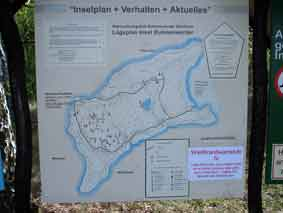
Übersichtskarte für die Insel Buhenwerder am Naturlehrpfad

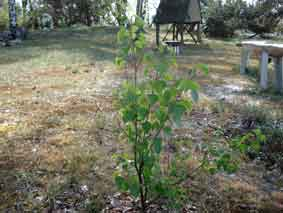
Am Naturlehrpfad auf der Insel Buhnenwerder

Im März 1991 schlug die Stadt Brandenburg an der Havel Buhnenwerder zusammen mit der Halbinsel Wusterau als gemeinsames Naturschutzgebiet vor. Seit 2002 besitzt Buhnenwerder gemeinsam mit der ihr benachbarten Wusterau den Status eines Naturschutzgebietes.
Sie ist Heimat seltener und wertvoller Pflanzen und Tiere. Sowohl Bewuchs als auch Besatz ähneln in etwa dem der Wusterau, wenngleich Unterschiede auf der Wusterau bezüglich der dortigen toxischen Bodenbeschaffenheit anzumerken sind.
Buhnenwerder ist auch ein beliebter Anlaufpunkt für Ornithologen.
Es ist gestattet, an der Insel an deren Nordwestecke gegenüber der Halbinsel Wusterau anzulegen. Auf der Insel gibt es einen didaktisch und informativ sehr gut und liebevoll ausgestatteten, rund um das Eiland führenden Naturlehrpfad.